# Baci di Cremona
I baci di Cremona (bazeen de Cremuna in dialetto cremonese) sono dei biscotti accoppiati tipici della provincia di Cremona.

## Descrizione
I baci di Cremona sono composti da due biscottini a forma di semicalotta sferica ottenuti da un impasto di farina, zucchero e nocciole, tenute insieme da un ripieno che può essere di cioccolato o marmellata. Il biscotto, dal peso di circa 20 grammi, deve avere una consistenza friabile. I baci di Cremona sono un prodotto agricolo tradizionale riconosciuto dalla regione Lombardia.